# Way Narta
Way Narta is een bestuurslaag in het regentschap Lampung Barat van de provincie Lampung, Indonesië. Way Narta telt 295 inwoners (volkstelling 2010).